# کتابخانه ملی عراق
کتابخانه ملی عراق در سال ۱۹۲۴ در بغداد تأسیس شده‌است و در منطقه تجاری و پر جمعیت این شهر به نام باب المعادن قرار دارد. آرشیو ملی عراق نیز در سال ۱۹۶۳ تأسیس شد و در سال ۱۹۸۷ در کتابخانه ملی ادغام گردید و دارالکتب والوثائق را تشکیل دادند. این مرکز زیرنظر وزارت اطلاعات اداره می‌شود.
بر اساس آخرین آمار موجود، کل کارکنان کتابخانه ۱۸۰ نفرند که ۴۰ نفر از این تعداد کتابدار متخصص هستند.

## ساختمان و فضای کتابخانه
ساختمان کتابخانه ملی در سال ۱۹۷۶ افتتاح شده‌است و یک میلیون جلد ظرفیت دارد و دارای ۴۱۴۰ متر مربع فضا و تعداد ۱۱۱ صندلی مطالعه است. این ساختمان نیز پاسخگوی شمار بسیار مراجعان نیست و از فقدان وسایل و تجهیزات جدید رنج می‌برد.
ساختمان کتابخانه ملی در جریان حمله نظامی آمریکا به عراق، یک بار در ۱۴ آوریل ۲۰۰۳ و بار دیگر یک هفته پس از آن دچار آتش‌سوزی عمدی شد و ساختمان آن آسیب اساسی دید.